# 背筋 (小説家)
背筋（せすじ）は、日本のホラー作家。カクヨムで連載していた『近畿地方のある場所について』が2023年にKADOKAWAより書籍化されデビューした。

## ランキング
- このホラーがすごい!（宝島社）
  - 2024年 - 『近畿地方のある場所について』国内編1位
  - 2025年 - 『口に関するアンケート』国内編4位

## 作品リスト

### 単著

#### 近畿地方のある場所について
単行本と文庫版では内容が異なる。
- 『近畿地方のある場所について』KADOKAWA、2023年8月30日。ISBN 978-4-04-737584-0。
- 『文庫版 近畿地方のある場所について』KADOKAWA〈角川文庫〉、2025年7月25日。ISBN 978-4-04-102655-7。

#### その他
- 『穢れた聖地巡礼について』KADOKAWA、2024年9月3日。ISBN 978-4-04-738044-8。
- 『口に関するアンケート』ポプラ社、2024年9月4日。ISBN 978-4-591-18225-3。

### 寄稿
- 「引き換え」『VACANCES バカンス 第3号[1]』2023年11月。
- 「箱の中身はなんだろな」『小説新潮 2024年6月号』新潮社、2024年5月22日。
- 「ふっかつのじゅもん」『異形コレクションLVII 屍者の凱旋』光文社〈光文社文庫〉、2024年6月11日。ISBN 978-4-334-10341-5。
- 「定価転売」『MEN'S NON-NO 2024年8・9月号』集英社、2024年7月9日。
- 「ただの紙切れ」『小説新潮 2024年8月号』新潮社、2024年7月22日。
- 「切れない木/私たちのおばけ/引き換え」『5分で読める! 誰かに話したくなる怖いはなし』宝島社〈宝島社文庫〉、2024年7月26日。ISBN 978-4-299-05710-5。
- 「都合の悪い場所」『怪と幽 vol.017 2024年9月号』KADOKAWA、2024年8月29日。ISBN 978-4-04-113666-9。
- 「オシャレ大好き」『別冊文藝春秋 No.58 2024年11月号』文藝春秋、2024年10月20日。
  - 「オシャレ大好き」『令和最恐ホラーセレクション クラガリ』文藝春秋〈文春文庫〉、2025年8月5日。ISBN 978-4-16-792400-3。
- 「空き地を見つめる」『小説トリッパー 2024年冬号』朝日新聞出版、2024年12月17日。ISBN 978-4-02-272569-1。※エッセイ。
- 「窓から出すヮ」『慄く 最恐の書き下ろしアンソロジー』KADOKAWA〈角川ホラー文庫〉、2024年12月24日。ISBN 978-4-04-114078-9。
- 「こわくてキモくてかわいい、それ」『だから捨ててと言ったのに』講談社、2025年1月16日。ISBN 978-4-06-537875-5。
- 「捨ててもいい場所」『「ミッシング・チャイルド・ビデオテープ」パンフレット[2]』2025年1月24日。
- 「未必の故意」『「ミッシング・チャイルド・ビデオテープ」入場者特典[3]』2025年1月24日。
- 「楽しいお茶会」『「こわい本ありますフェア」購入特典[4]』KADOKAWA、2025年7月19日。
- 「笑う女が立っている」『小説現代 2025年8・9月合併号』講談社、2025年7月22日。
- 「理想の私」『SPUR 2025年9月号』集英社、2025年7月23日。

### その他書籍
- 吉田悠軌（編著）『ジャパン・ホラーの現在地』集英社、2024年7月5日。ISBN 978-4-08-788104-2。※2章「『近畿地方のある場所について』が明らかにしたヒットの要件」（吉田との対談）、電子版特典「『祓除』とはなんだったのか」（吉田、大森時生、寺内康太郎、梨との座談会）。

### 漫画原作
- 近畿地方のある場所について（漫画：碓井ツカサ、『月刊コミック電撃大王』連載、KADOKAWA、2024年 - 、既刊2巻）※同名小説のコミカライズ。
- 穢れた聖地巡礼について（漫画：桃井ゆづき、『コミックフラッパー』連載、KADOKAWA、2025年 - ）※同名小説のコミカライズ。

### テレビ番組
- 祓除 事前番組（2023年11月8日、テレビ東京） - 構成[5] ※同名イベントの関連番組。
- 祓除 事後番組（2023年11月29日、テレビ東京） - 構成[6] ※同名イベントの関連番組。

### ライブイベント
- 祓除（2023年11月18日、主催・テレビ東京） - 構成

### 映画
- 近畿地方のある場所について（2025年8月8日公開） - 原作・脚本協力

### ゲーム
- まだ猫は逃げますか？（2025年） - シナリオ作成